# Abu Szimbel
Abu Szimbel (arab írással أبو سنبل, Abū Sinbal vagy أبو سمبل, Abū Simbal) egyiptomi város Asszuántól kb. 240 km-re délre. Népessége kb. 2600 fő (2012). Leginkább az itt az i. e. 13. században emelt Abu Szimbel-i templomokról ismert, melyeket II. Ramszesz fáraó építtetett, és melyek 1979 óta a Világörökség részét képezik. A templomokat az 1960-as években, a Nasszer-tó kialakításakor nemzetközi összefogással helyezték arrébb, mert különben a tó vize ellepte volna őket.

## Fekvése
A város Egyiptom déli részén fekszik, a szudáni határtól 20 km-re. Asszuán kormányzóság része. A legközelebbi város a szudáni Vádi Halfa, Abu Szimbeltől 65 km-re délre, a Núbia-tó (a Nasszer-tó szudáni neve) keleti partján. Asszuán várossal Abu Szimbelt út köti össze, ami a tó nyugati partján halad, főleg turistabuszok használják. A város légi úton is elérhető, repülőtere az Abu Szimbel-i repülőtér.